# Vonetta Flowers
Vonetta Flowers (n. 29 octombrie 1973, Birmingham, Alabama, SUA) este o sportivă ce a reprezentat Statele Unite ale Americii, medaliată olimpică. A participat la 2 ediții ale Jocurilor Olimpice (2002, 2006) în care a câștigat o medalie de aur.